# Coral Gables Woman's Club
Coral Gables Woman's Club  es un edificio histórico ubicado en Coral Gables, Florida. Coral Gables Woman's Club se encuentra inscrito  en el Registro Nacional de Lugares Históricos desde el 27 de marzo de 1990.  William H., WPA diseñó Coral Gables Woman's Club.

## Ubicación
Coral Gables Woman's Club se encuentra dentro del condado de Miami-Dade en las coordenadas 25°45′40″N 80°15′28″O / 25.761111, -80.257778.